# Manufacturing resource planning
Il manufacturing resource planning o pianificazione delle risorse di produzione è una tecnica di pianificazione delle risorse aziendali, nata negli anni ottanta in seguito all'implementazione dei sistemi di material requirements planning (MRP 1). L'acronimo per indicare questa tecnica è MRP 2, poiché segue il material requirements planning.
Il manufacturing resource planning riceve dall'MRP 1 gli ordini ed i cicli di produzione e fa un'analisi a capacità finita, ovvero verifica che il fabbisogno di ore di produzione sia per il lavoro umano che per quello delle macchine non superi la disponibilità. In tal modo si ottiene un piano di produzione più fattibile e realistico, rendendo operativa e funzionale la risposta alla domanda di mercato.
Lo scopo di questa tecnica è la pianificazione degli acquisti e della produzione, tenendo conto dei vincoli di risorse presenti nello stabilimento, come ad esempio la forza lavoro e le macchine.
Alcuni MRP 2 comprendono anche algoritmi di schedulazione, che eseguono una simulazione delle sequenze di lavoro previsto nello stabilimento, ed aiutano nell'ottenimento di uno o più degli obiettivi:
- La massimizzazione del livello di servizio.
- La minimizzazione dell'immobilizzo in scorte.
- La massimizzazione dell'efficienza produttiva.

I sistemi MRP 2 sono costruiti in maniera modulare. I tipici moduli che fanno parte di un sistema MRP 2 sono:
- Il Master production schedule (MPS), ovvero il Piano Principale di Produzione.
- L'anagrafica articoli
- La Distinta base
- I cicli di produzione.
- La situazione delle scorte
- La Gestione acquisti
- Il Material Requirements Planning
- Lo Shop floor control, ovvero il sistema di gestione degli ordini di produzione.
- Il Capacity planning, ovvero il sistema di pianificazione delle risorse.

In seguito all'adozione di sistemi che effettuavano queste pianificazioni, i sistemi si svilupparono ulteriormente e così nacque un terzo acronimo della stessa famiglia, lo Enterprise Resource Planning, ovvero l'insieme degli strumenti integrati per la gestione di tutta l'informazione in un'azienda o organizzazione.
I più diffusi sistemi ERP al mondo sono SAP, Oracle Applications, MS Dynamics e Infor LN.